# Comuna Cervona Dolîna, Bobrîneț
Cervona Dolîna (în ucraineană Червона Долина) este o comună în raionul Bobrîneț, regiunea Kirovohrad, Ucraina, formată din satele Cervona Dolîna (reședința), Frunze, Korjeve, Sadove și Velîkodriukove.

## Demografie
Componența lingvistică a comunei Cervona Dolîna
     Ucraineană (95,89%)
     Rusă (3%)
     Alte limbi (0,95%)
Conform recensământului din 2001, majoritatea populației comunei Cervona Dolîna era vorbitoare de ucraineană (95,89%), existând în minoritate și vorbitori de rusă (3%).